# Abobaku
Abobaku – u Jorubów w Afryce krąg ludzi mających umrzeć razem z królem po jego śmierci. Należeli do niego ministrowie i żony władcy, którzy po jego śmierci mieli popełnić samobójstwo, aby zapewnić mu towarzystwo na drugim świecie. Tych, którzy tego nie wykonali, uśmiercano. Abobaku jest tematem dramatu Death and the King’s Horseman Wole Soyinki.